# 维多利亚皇家植物园

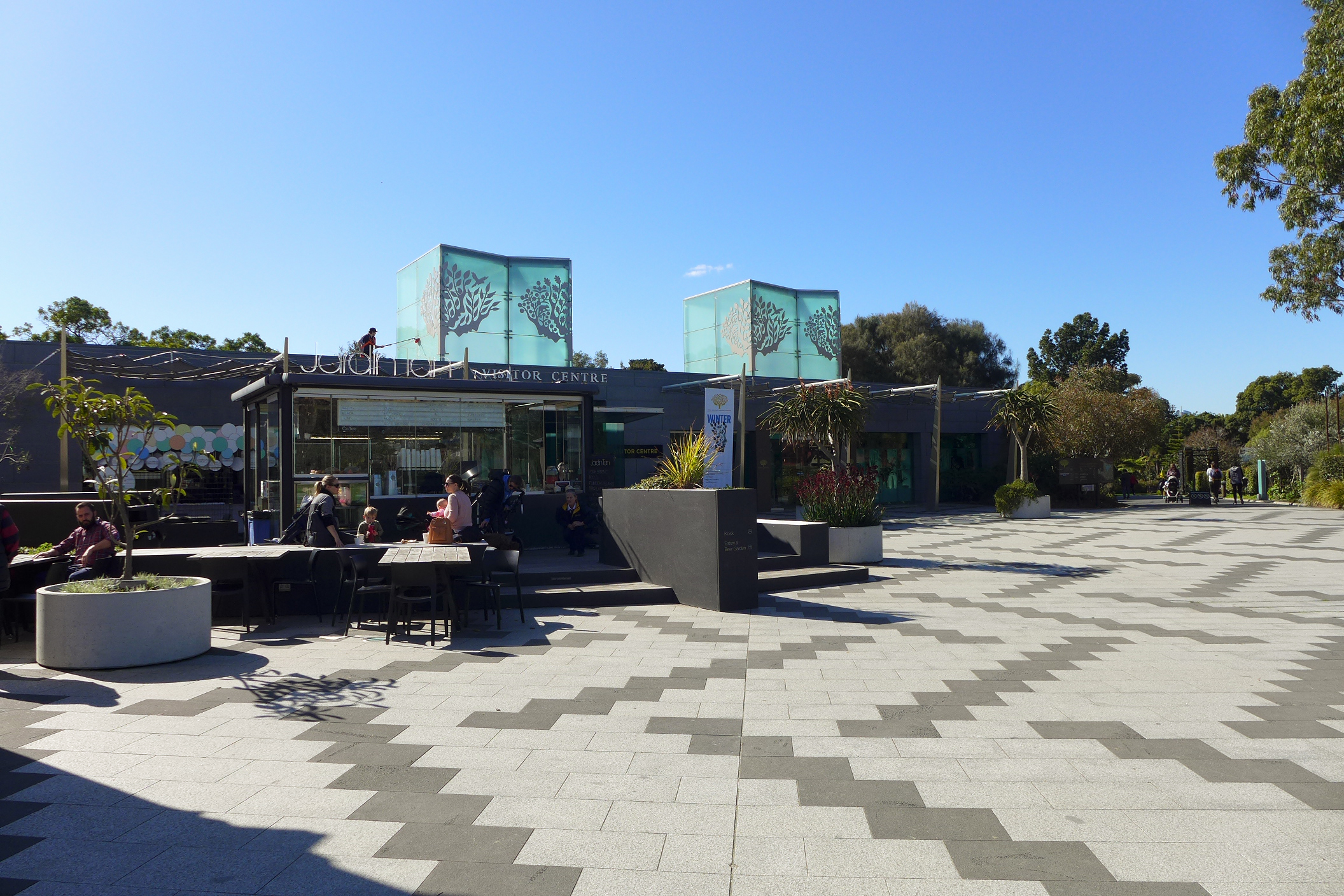

维多利亚皇家植物园（Royal Botanic Gardens Victoria）是澳大利亚维多利亚州的一座植物园，跨两座城市–墨尔本和克兰伯恩（Cranbourne）。
墨尔本植物园成立于1846年，位于雅拉河南岸，占地38公頃（94英畝）。

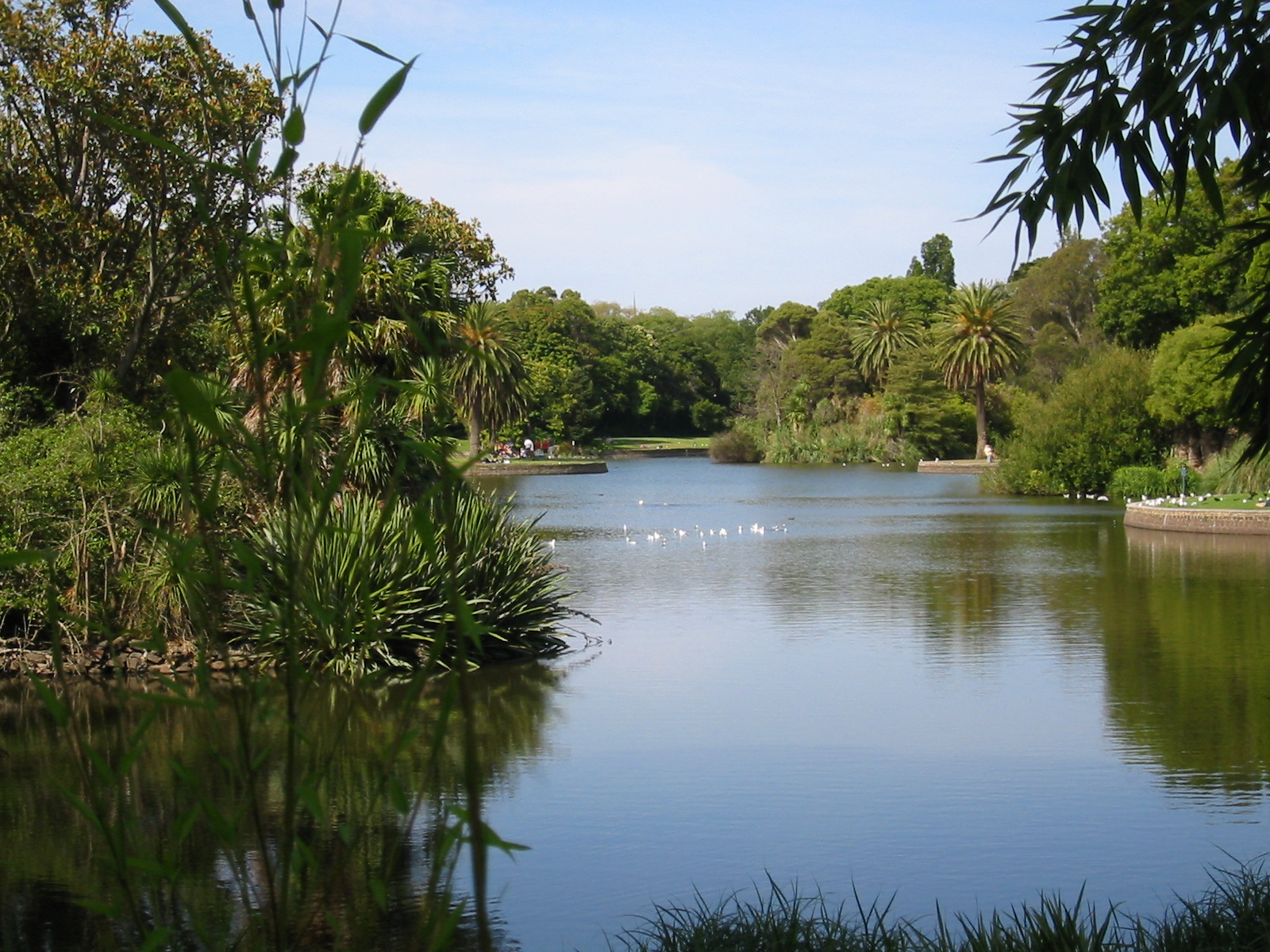
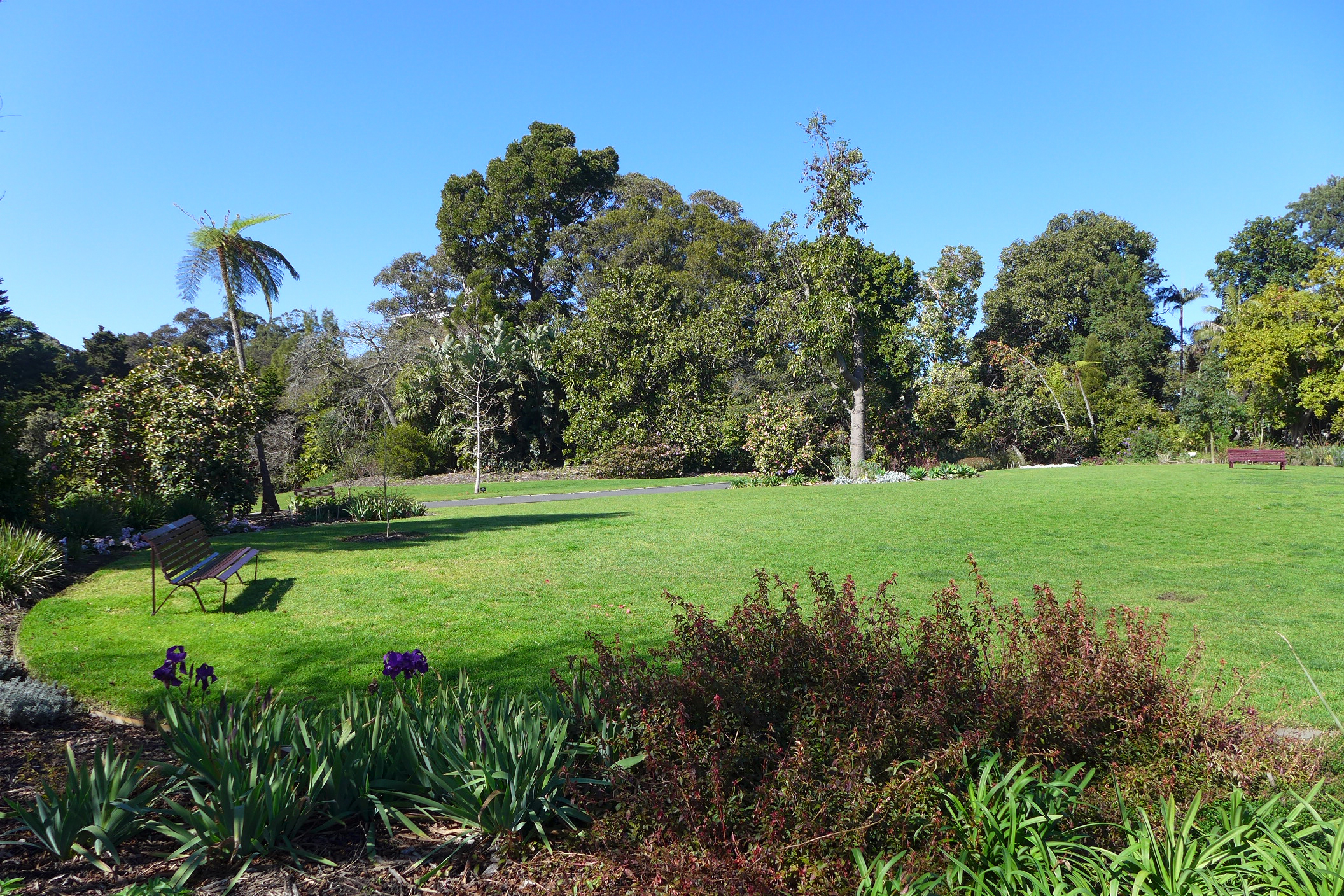
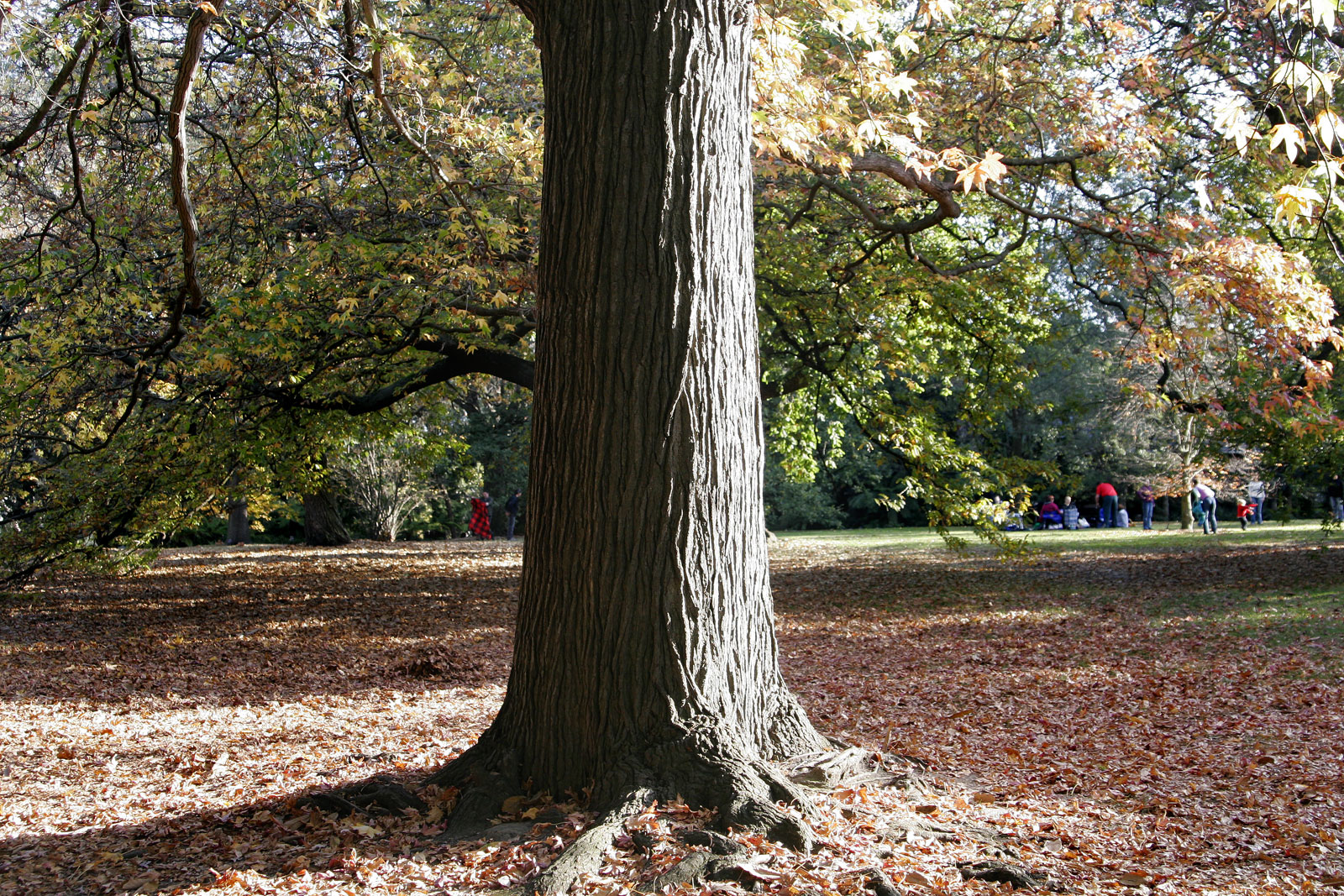
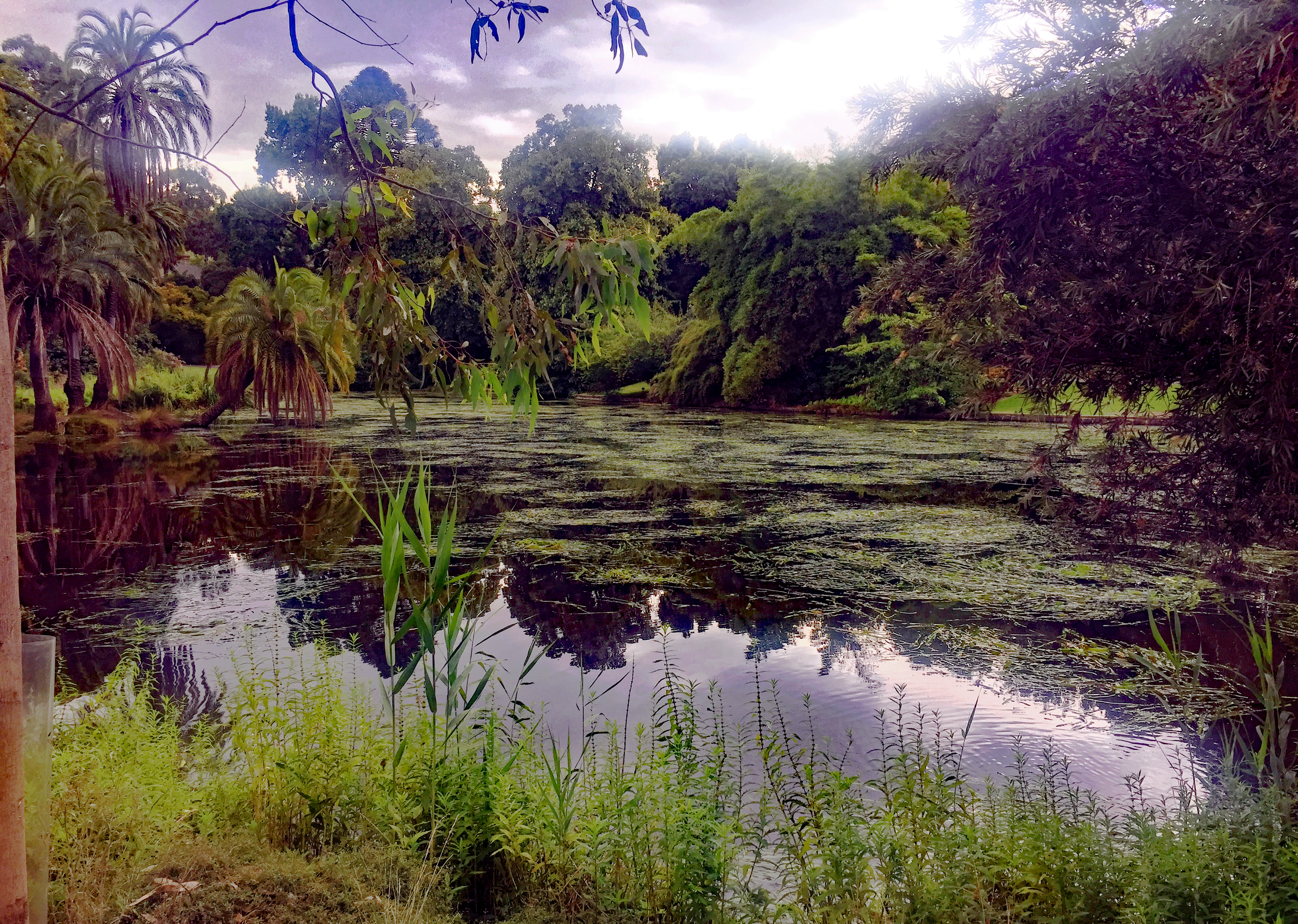
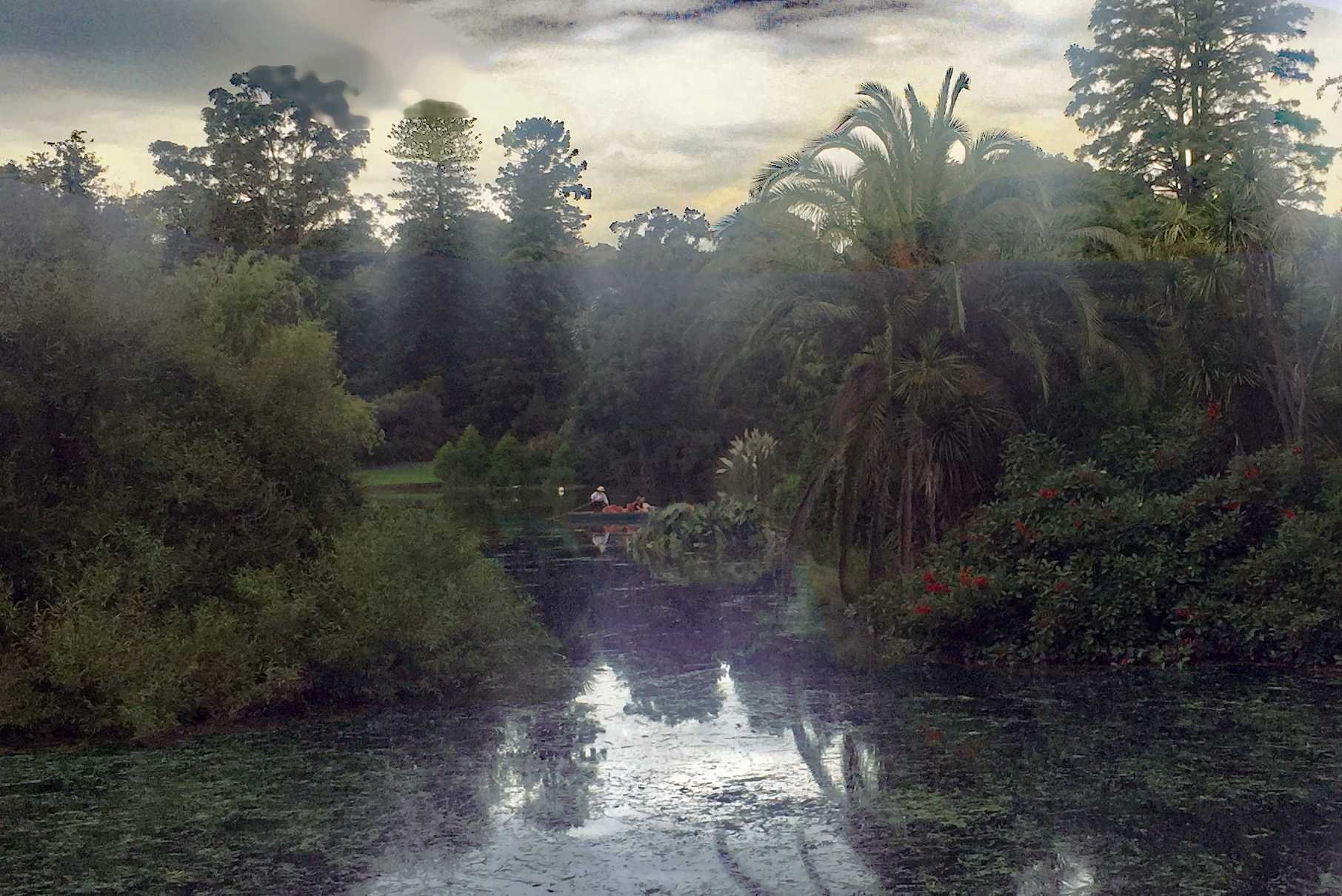
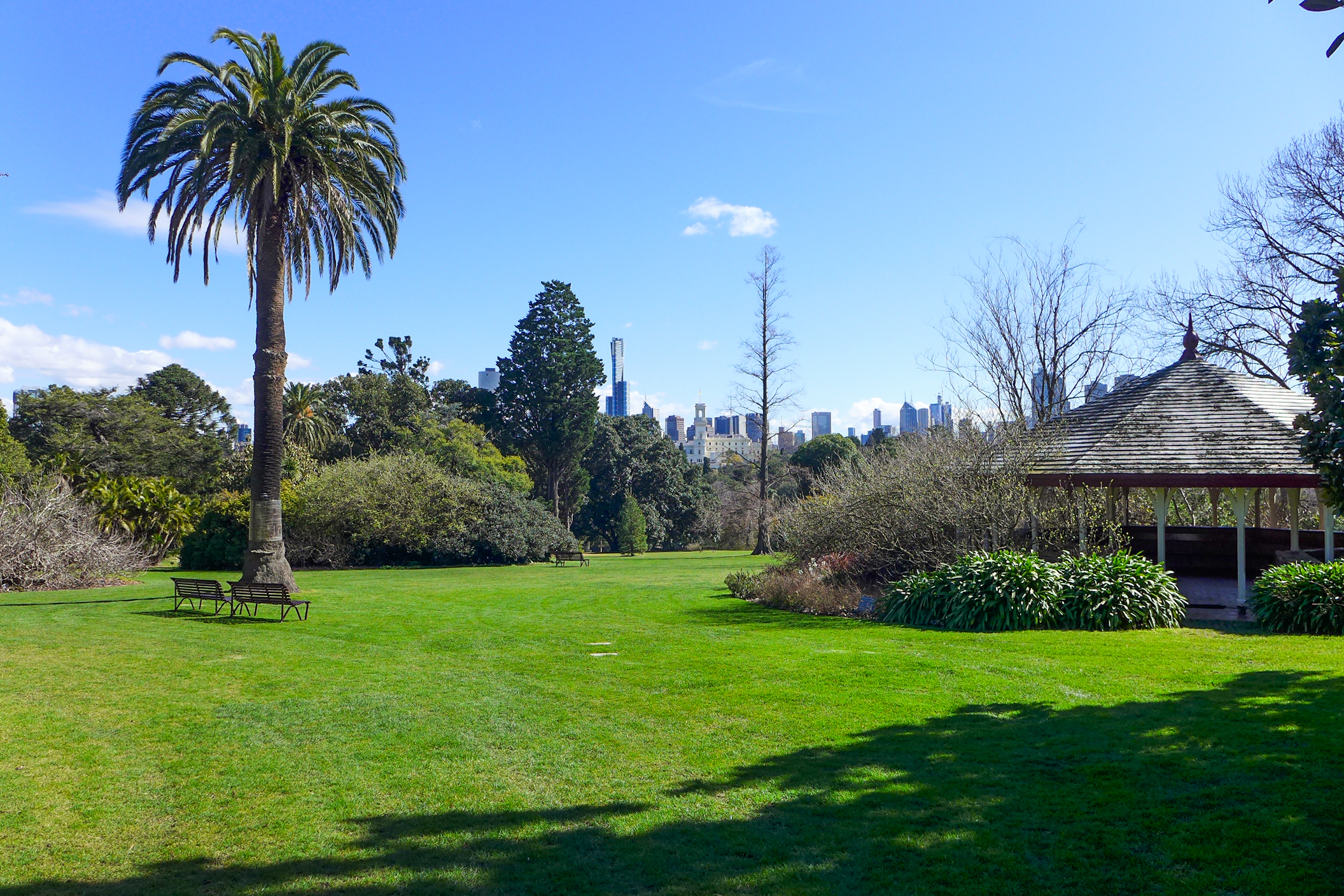
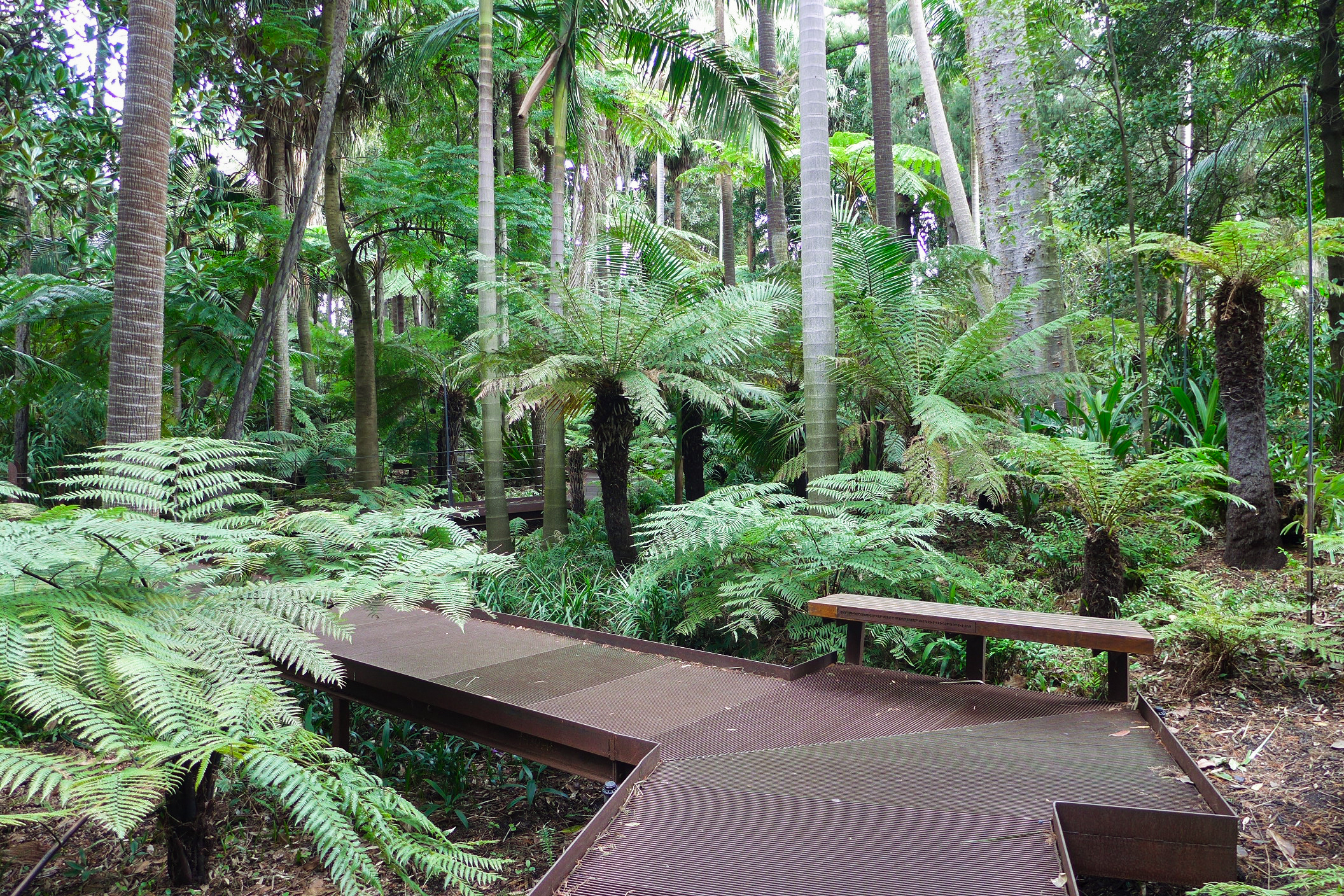
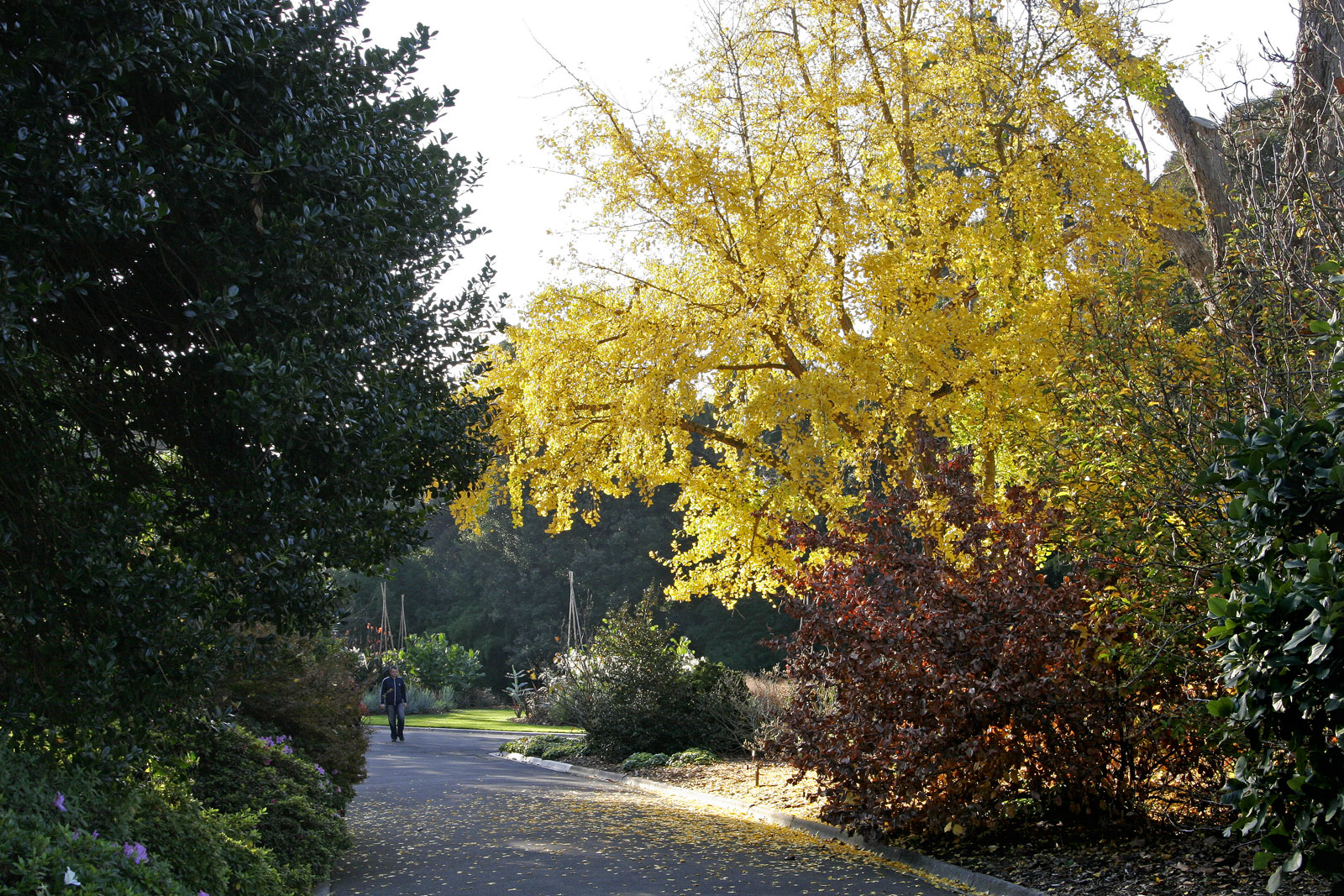
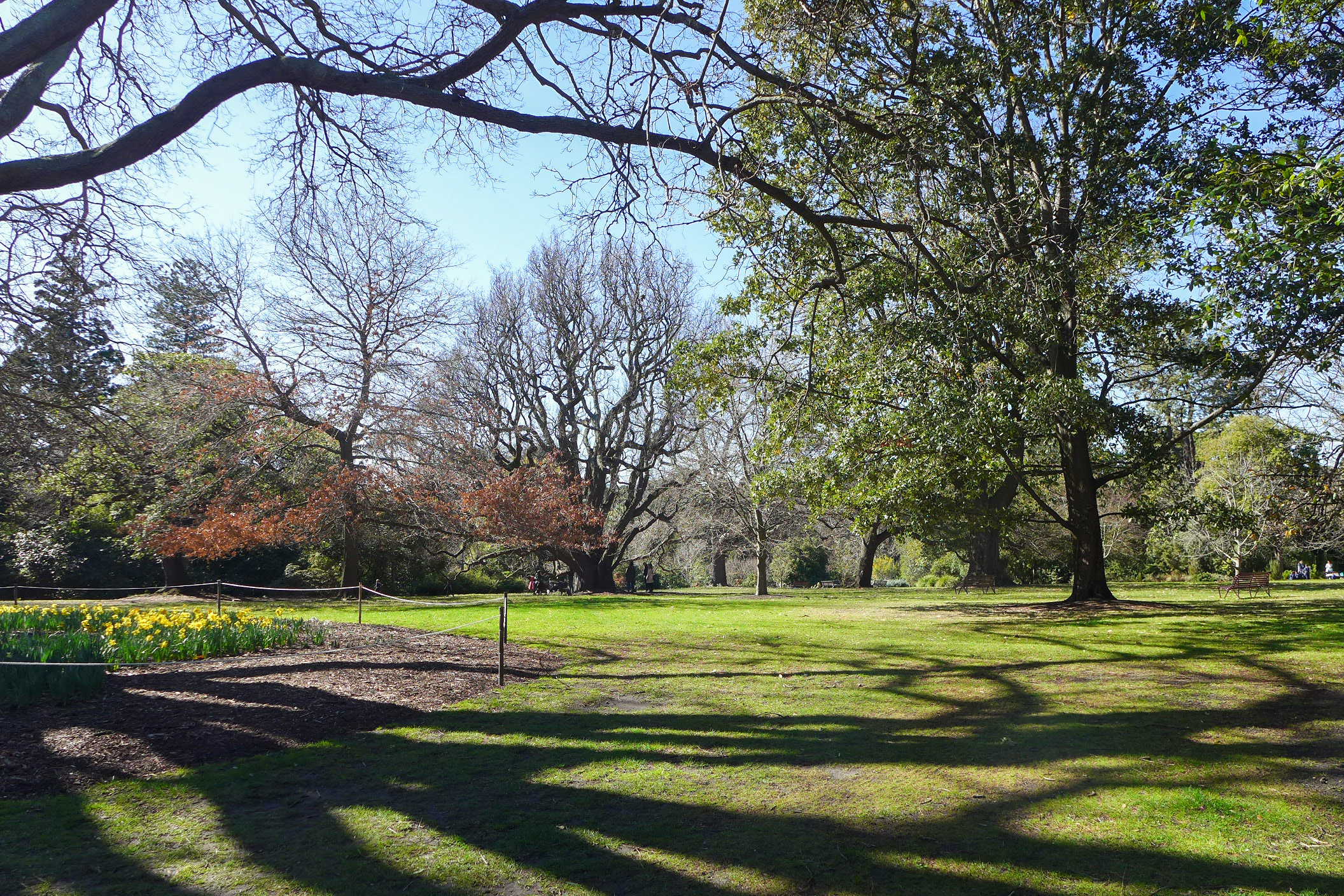
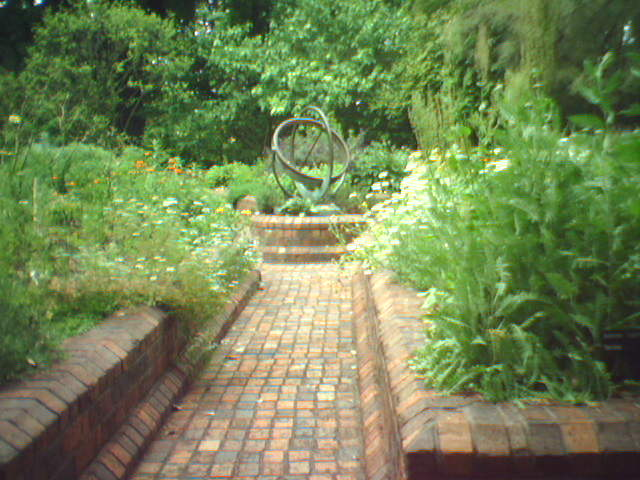
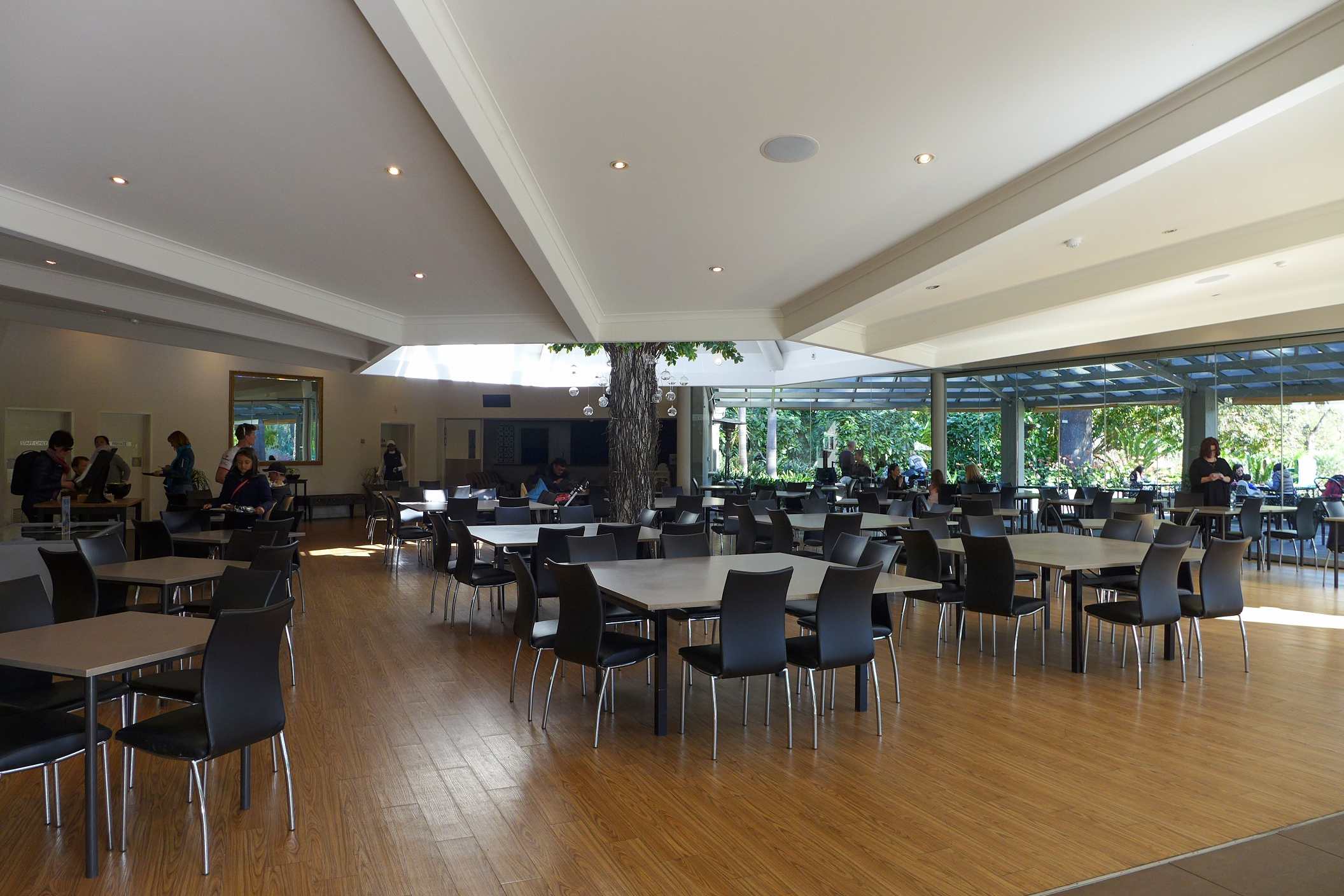
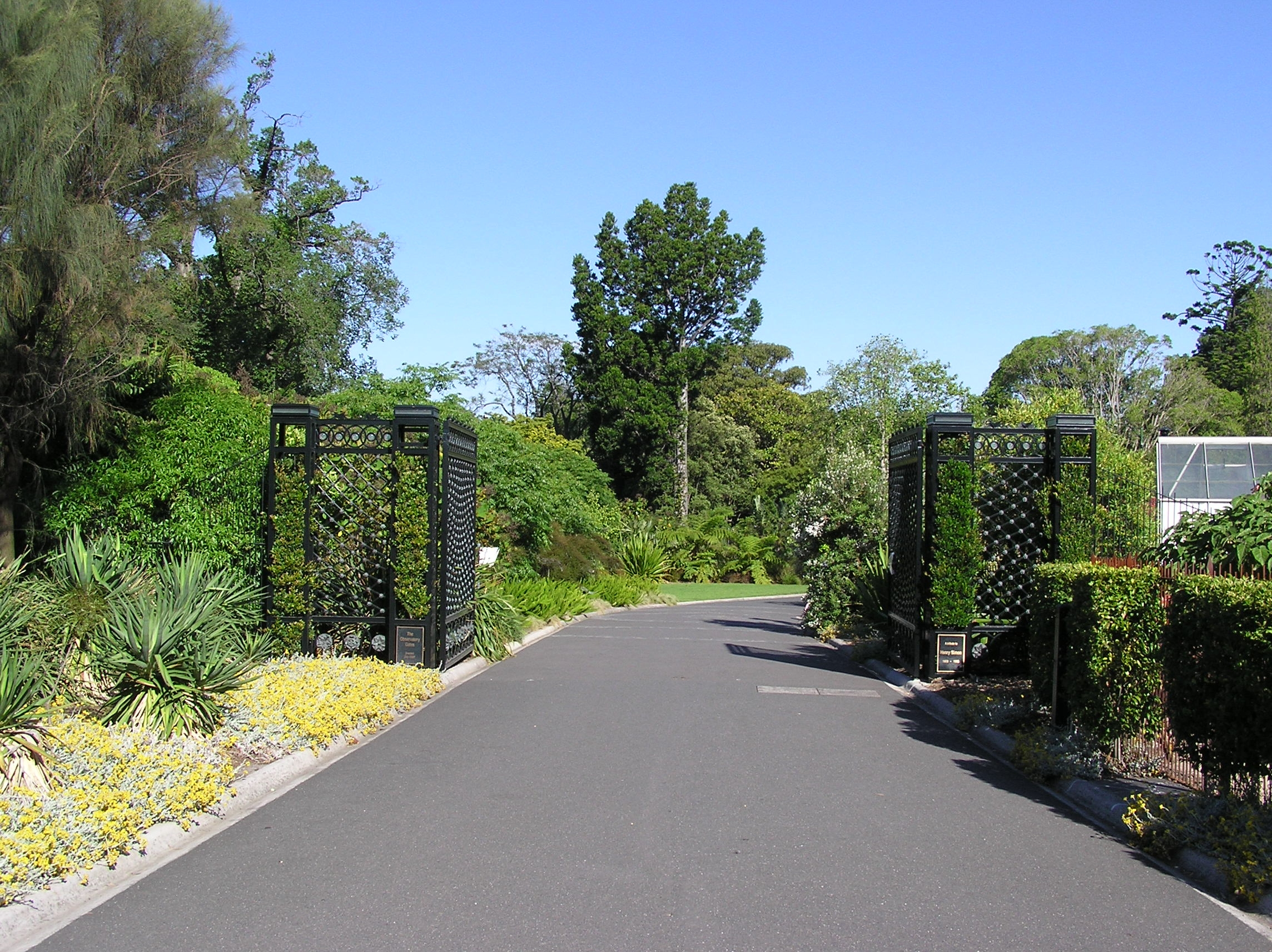
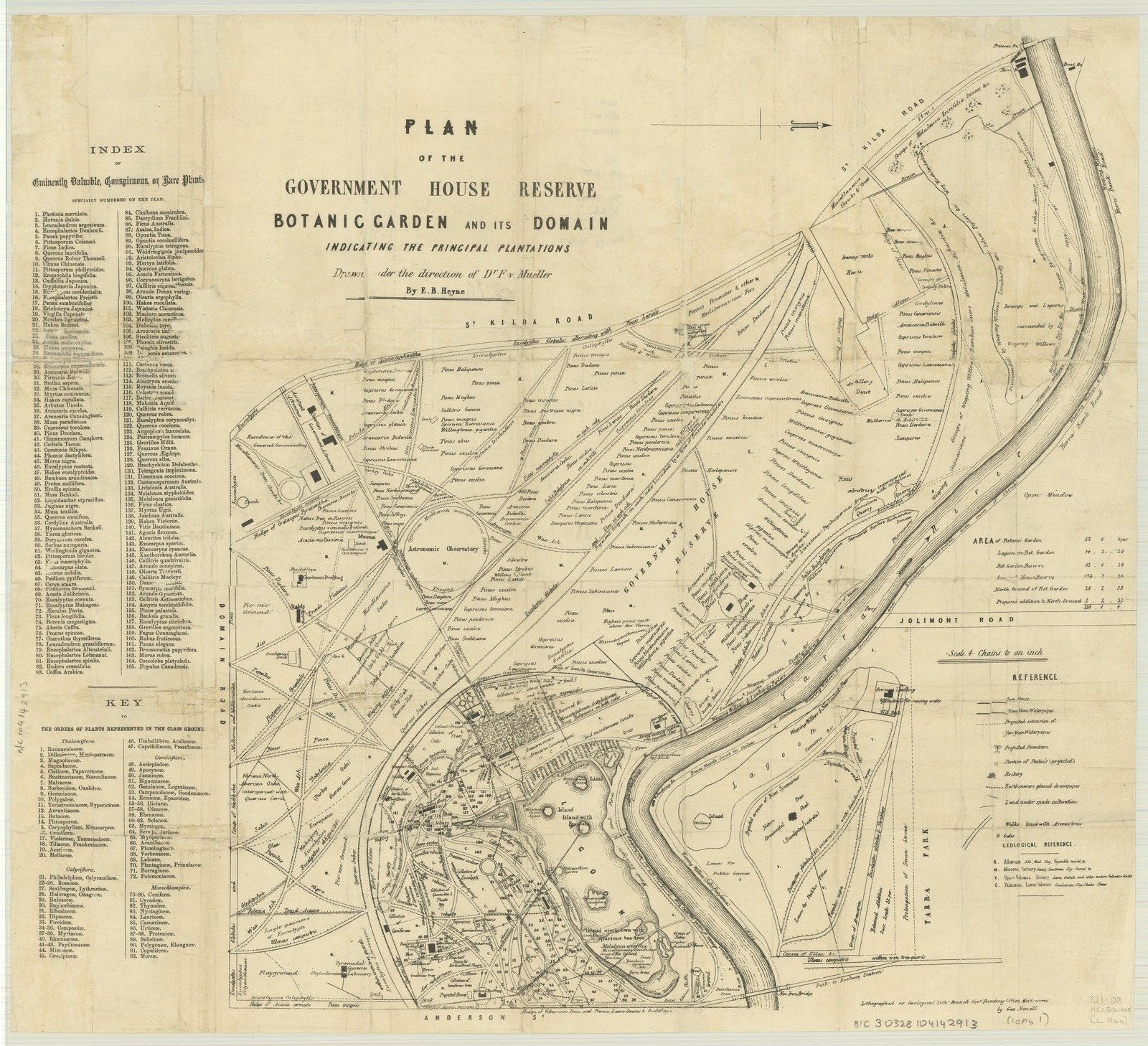

克兰伯恩植物园成立于1970年。